# 王增钵
王增钵（1950年9月—），河北深州人，中国人民解放军中将。
1970年入伍，曾历任历任战士、政治指导员、师政治部干事、团政治处主任、团政治委员、师政治部主任、师政委，2000年任第14集团军政治部主任，2002年9月任第14集团军副政委，2004年8月任云南省军区政委，2004年12月兼任云南省委常委，2007年6月任西藏军区政委，2008年9月兼任西藏自治区党委常委，2010年7月任驻港部队政委，2012年7月任成都军区副政治委员，2013年退役。